# Bergslagsposten (1882)
Bergslags-Posten. var en dagstidning utgiven i Lindesberg, med undertiteln Nyhets- och Annonsblad för Gryt-hytte, Hellefors, Hjulsjö, Jernboås och kringliggande bergslager utgiven från 15 december 1881 till 25 juni 1885 och 23 juli till 6 augusti 1885. Fortsattes med undertiteln Nyhets- och Annonstidning för Bergslagen från den 12 september till den 31 december 1885.
Utgivningsbevis utfärdades för urmakaren Anders Ericson den 10 december 1881. Tidningen trycktes först i Bergslags-Postens tryckeri  sedan hos Axel Erikssons tryckeri. Som typsnitt  användes både antikva och frakturstil. Tidningen kom ut en dag i veckan torsdagar med 4 sidor i folioformat med 4 spalter, satsytan 34,5 x 24,5 cm till och med 13 december 1883 och därefter 5 spalter på större ytan 41 x 31,2 cm. Prenumeration kostade  2,50 kr. med tillägg av avgift för postbefordran.
Tidningen var liberal men det är lite oklart. Tidningen den 15 december 1881: Medverka till att ej folkets rättigheter förbises och tidningen 9 juli 1885: Vi ställa oss i politiskt hänseende på deras sida som hylla liberala och frisinade åsigter (tidningens stavning). Notiser om de problem som uppstod i samband med Axel Erikssons övertagande av Bergslagsposten finns införda i tidningen  den 9 juli 1885 och den 12 december 1885.
Bergslags-Posten hade samma innehåll som den av Anders Ericson även utgivna Karlskoga-Posten och Allehanda.